# Werner Lüders
Werner Lüders (* 29. Mai 1953 in Braunschweig) ist ein deutscher Diplomingenieur und Flottillenadmiral a. D. der Deutschen Marine.

## Leben
Werner Lüders trat am 1. Juli 1972 in die Bundesmarine ein und absolvierte von 1973 bis 1977 ein Maschinenbaustudium an der Universität der Bundeswehr Hamburg. Im Anschluss folgten mehrere Verwendungen auf verschiedenen Schiffen, ehe er 1984 Referent in der Abteilung Rüstung im Marineamt wurde. Seine letzte Verwendung vor Beginn der Admiralstabsausbildung war von 1984 bis 1986 an der Technischen Marineschule in Kiel als Truppenfachlehrer. Anschließend besuchte er bis 1988 den 28. Admiralstabslehrgang an der Führungsakademie der Bundeswehr; anschließend erfolgte eine erneute Schiffsverwendung bis 1990. In diesem Jahr wurde Lüders Personalreferent im Bundesministerium der Verteidigung, Personalabteilung Marine (P V 41). Diese Position hatte er bis 1992 inne, ehe er Kommandeur der Lehrgruppe Schiffsicherung wurde. 1995 erhielt er eine Verwendung im Marineunterstützungskommando, ehe er im selben Jahr in der gleichen Dienststelle Gruppenleiter für Arbeitssicherheit und Umweltschutz wurde. 1999 wurde Lüders stellvertretender Kommandeur der Marineschule Mürwik und 2001 Abteilungsleiter Personal (A 1) im Flottenkommando. Von 2002 bis zur Auflösung der Dienststelle im Dezember 2006 war Lüders Leiter der Stammdienststelle der Marine. Anschließend erfolgte eine weitere ministerielle Verwendung als Referatsleiter (FüM II 1) im Führungsstab der Marine. 2009 wurde er Admiral Marinerüstung und -logistik im Marineamt. Ab dem 1. Oktober 2012 war Lüders Kommandeur des neu eingerichteten Marineunterstützungskommandos. Er trat am 30. September 2014 in den Ruhestand.

## Werke (Auswahl)
- Das Marineunterstützungskommando, alter Name – neue Aufgaben. In: Marine-Forum 10-2013 S. 18 ff.